# ژلزنودوروژنایا کازارما ۲۴ کم
ژلزنودوروژنایا کازارما ۲۴ کم (به لاتین: Zheleznodorozhnaya Kazarma 24 km) یک منطقهٔ مسکونی در روسیه است که در سرزمین آلتای واقع شده‌است.